# Complement circumstanțial sociativ
Complementul circumstanțial sociativ este o parte secundară de propoziție care face parte din categoria mai largă a complementelor și din cea mai restrânsă a complementelor circumstanțiale. Determină un verb, o interjecție cu sens verbal sau un adjectiv derivat dintr-un verb, indicând ființa sau obiectul care însoțește subiectul sau unele complemente în cursul efectuării acțiunii, în suportarea efectelor ei sau în starea în care se află acele părți de propoziție.
Nu toate gramaticile tratează aparte acest tip de complement. Din punct de vedere semantic se pot distinge relativ multe tipuri de complemente circumstanțiale, și unii gramaticieni au ajuns la concluzia că nu toate sunt utile. De exemplu, ediția a XI-a a gramaticii franceze a lui Grevisse și Goosse distingea 29 de specii de complemente circumstanțiale, dar ediția a XIV-a (2007) le-a redus la opt, considerate esențiale, constatând că celelalte pot fi incluse în cele opt. Astfel, cel sociativ se apropie de complementul circumstanțial de mod. Și Mioara Avram menționează dificultatea delimitării complementului sociativ de cel de mod.
Părțile de vorbire prin care se exprimă complementul sociativ sunt substantivul, pronumele și numeralul. Diversele grupuri de limbi pot să difere prin construcțiile cu care exprimă acest complement. Unele limbi, cum sunt majoritatea celor slave o fac mai ales prin cazul instrumental cu prepoziția corespunzătoare celei românești cu. Alte limbi, cum sunt cele romanice care nu cunosc declinarea, îl exprimă numai prin prepoziția corespunzătoare lui cu sau o locuțiune prepozițională care o conține. O limbă precum maghiara folosește în acest scop sufixe și postpoziții, uneori primul tip de morfem fiind asociat cu al doilea.

## În limba română
Limba română exprimă asocierea prin prepoziția cu ori prin locuțiuni care o conțin pe aceasta: împreună cu, laolaltă cu, la un loc cu și cu tot cu, folosite cu cazul acuzativ, care se distinge formal numai în cazul pronumelor personale de persoana I și a II-a singular: Hai cu noi, Copilul pleacă împreună cu mama, Și-a invitat prietenii cu tot cu familiile lor. Cu tot cu are și varianta cu… cu tot: casă eliberabilă cu dependințe cu tot. Se include în complementul sociativ și exprimarea lipsei asocierii, cu prepoziția fără.

## În alte limbi
Limba franceză ca limbă romanică se aseamănă cu româna în privința exprimării asocierii: voyager solitairement ou avec un ami „a călători solitar sau cu un prieten”.
În limbile din diasistemul slav de centru-sud este caracteristică exprimarea asocierii prin cazul instrumental cu prepoziția s(a): Došao je sa ocem „A venit cu tatăl său”, Sveske su zajedno s knjigama „Caietele sunt împreună cu cărțile”.
În limba maghiară, asocierea se exprimă în primul rând cu sufixe, dintre care cel mai caracteristic este -val/-vel, corespondent exact al prepoziției „cu”: Imre Jánossal barátkozik „Imre este prieten cu János”.
Alt sufix care exprimă asocierea este -stul/-stül „cu tot cu”: Beleestem kocsistul, lovastul „Am căzut înăuntru cu tot cu trăsură, cu cal”.
Alt mijloc de exprimare a asocierii este cu anumite postpoziții, care corespund în alte limbi cu prepoziții. Tipică pentru asociere este postpoziția együtt „împreună”, partea de vorbire care o precede fiind prevăzută cu sufixul -val/-vel sau -stul/-stül: A barátjával együtt sétál „Se plimbă împreună cu prietenul său”, Családostul együtt megjelent „A apărut cu tot cu familia sa”. În unele gramatici maghiare apare și postpoziția ellen „împotriva” ca morfem al complementului sociativ (Harcolnak egymás ellen „Luptă unul împotriva celuilalt”), iar lipsa asocierii este de asemenea inclusă aici: Apja nélkül ment el „A plecat fără tatăl său”.
Pronumele personal prin care se exprimă asocierea este format fie din sufixul -vel, fie din postpozițiile ellen sau nélkül prevăzute cu un sufix personal posesiv: Velem/Veled sétált „S-a plimbat cu mine/tine”, Velem vagy, vagy ellenem? „Ești cu mine sau împotriva mea?”, János nélkül nem megyünk, ő se megy nélkülünk „Fără János nu mergem, nici el nu merge fără noi”. Alte tipuri de pronume primesc sufixele și postpozițiile pe care le primesc și substantivele: Nincs kivel kártyázzak „N-am cu cine să joc cărți”, Harcolnak egymás ellen „Luptă unul împotriva celuilalt”.